# Carlo Vizzardelli
Carlo Vizzardelli (ur. 21 lipca 1791 w Monte San Giovanni Campano, zm. 24 maja 1851 w Rzymie) – włoski duchowny katolicki, kardynał.

## Życiorys
Przyjął święcenia kapłańskie w Veroli, a następnie wykładał prawo kanoniczne na uniwersytecie w Bolonii i na uniwersytecie La Sapienza w Rzymie.
W latach 1843–1847 pełnił urząd sekretarza Kongregacji do Spraw Nadzwyczajnych Kościoła. 17 stycznia 1848 Pius IX wyniósł go do godności kardynalskiej, a 20 stycznia 1848 nadał mu tytularny kościół San Pancrazio. Od 1848 do śmierci był prefektem Świętej Kongregacji ds. Studiów.